# Henrique Capriles Radonski
Henrique Capriles Radonski (Caracas, 11 luglio 1972) è un avvocato e politico venezuelano, governatore dello stato di Miranda dal 2008 al 2017.
È stato candidato per due volte alle elezioni presidenziali, venendo sconfitto rispettivamente da Hugo Chávez nel 2012 e da Nicolás Maduro nel 2013.

## Biografia
Di religione cattolica, Capriles è figlio di Henrique Capriles García, uomo d'affari di ascendenze ebraiche sefardite, e di Mónica Cristina Radonski Bochenek, ebrea aschenazita, discendente di una famiglia ebraica polacca sopravvissuta all'olocausto.
La sua famiglia è proprietaria del quotidiano di maggior diffusione nazionale, Últimas Noticias, di stazioni radio, di un canale televisivo e il Circuito Nacional de Exhibiciones (Cinex), seconda catena di distribuzione cinematografica del paese.
Entrò nella Camera dei deputati venezuelana con il partito centrista COPEI nel 1998, risultando il più giovane deputato mai eletto prima. È stato l'ultimo e il più giovane vicepresidente dell'estinto Congresso della Repubblica nonché presidente della Camera dei deputati tra gli anni 1999 e 2000. È inoltre stato eletto sindaco per due mandati consecutivi del comune di Baruta, tra il 2000 e il 2008.
Henrique Capriles ha partecipato al colpo di Stato contro Hugo Chávez nell’aprile del 2002. Come sindaco di Baruta, ha proceduto all’arresto di numerosi difensori del governo, tra cui Ramón Rodríguez Chacín, allora Ministro dell’Interno e della Giustizia, che fu aggredito dai golpisti di fronte alle telecamere. Capriles ha anche partecipato all’assedio dell’ambasciata cubana di Caracas, organizzata dall’opposizione venezuelana. Per la sua partecipazione al colpo di Stato, Capriles fu giudicato e sottoposto a carcerazione preventiva.
È leader del partito Primero Justicia, ed è stato coordinatore nazionale aggiunto dello stesso fino al 2008.
Nel 2008 sfidò e sconfisse Diosdado Cabello nelle elezioni per il governatorato dello stato di Miranda. Il suo governo si è distinto per gli investimenti nell'istruzione.
Nel febbraio 2012 ha vinto le primarie dell'opposizione come candidato per le presidenziali, ottenendo 1.900.528 voti, pari al 64.2% dei votanti (esclusi quelli all'estero). Il 6 giugno 2012 Capriles ha ceduto i suoi poteri al Segretario Generale dello Stato Adriana D'Elia, nel rispetto della legge venezuelana sul cumulo dei mandati, che impedisce a un governatore di presentarsi alla corsa per le elezioni presidenziali.
In vista elezioni presidenziali del 2012 Capriles è uscito vincitore dalle primarie del 12 febbraio come candidato di opposizione ed è stato lo sfidante unico alla candidatura del presidente Hugo Chávez, finendo battuto con il 45 per cento dei consensi, contro il 54 del presidente uscente. Alle elezioni presidenziali del 2013, tenutesi dopo appena sei mesi dalle precedenti consultazioni in seguito alla morte di Chávez, Capriles si ricandida nuovamente alla presidenza della Repubblica ma, nonostante un sorprendente recupero, viene sconfitto dal successore di Chávez, Nicolás Maduro, con il 50,66% dei voti contro il 49,07% di Capriles Radonski.
Capriles ha detto di ispirarsi al presidente brasiliano Lula da Silva che, peraltro, ha appoggiato Hugo Chávez in passato e anche per le presidenziali del 2012.
Ha dichiarato di essere stato più volte vittima di campagne "omofobiche e antisemite" portate avanti dai suoi oppositori politici.
Il 5 aprile 2017, Capriles ha avuto un'interdizione per 15 anni all'attività politica.